# موزه مردم‌شناسی پاوه
موزه مردم‌شناسی پاوه موزه‌ای در شهر پاوه است که به اداره کل میراث فرهنگی، گردشگری و صنایع دستی استان کرمانشاه تعلق دارد و در میدان فرمانداری، خیابان امام شافعی و جنب کتابخانه بعثت این شهر قرار گرفته‌است. این موزه در سال ۱۳۸۷ خورشیدی تأسیس شده‌است.
بازدید از این موزه هر روزه از ساعت ۸ صبح الی ۱۵ بعد از ظهر امکان‌پذیر است. این موزه را نباید با دو موزهٔ روستایی دیگر که در روستاهای شرکان و خانقاه شهرستان پاوه تأسیس شده‌است اشتباه گرفت.

## راه‌اندازی موزه
در سفر رئیس جمهور و هیأت وزیر به استان کرمانشاه و در جلسهٔ هیئت وزیران در تاریخ ۳۰ آذر ۱۳۸۵ در شهر کرمانشاه، ایجاد موزهٔ مردم شناسی در پنج شهرستان پاوه، صحنه، دالاهو، قصرشیرین، و جوانرود به تصویب رسید. بدین منظور ساختمانی از سوی فرمانداری شهرستان پاوه در اختیار سازمان میراث فرهنگی، صنایع دستی و گردشگری استان کرمانشاه قرار گرفت و از ابتدای سال ۱۳۸۶ کار مرمت آن به منظور تغییر کاربری به موزه آغاز شد. قرار بود موزهٔ مردم‌شناسی پاوه در بهمن ۱۳۸۶ همزمان با دههٔ فجر افتتاح شود، اما نهایتاً در مرداد ۱۳۸۷ گشایش یافت.

## اشیای موزه
در موزهٔ مردم‌شناسی پاوه بخشی از آداب و رسوم فرهنگی منطقهٔ پاوه و هورامان به نمایش گذاشته‌شده است. پوشاک کُردی کردان منطقهٔ هورامان، معماری روستایی، ابزارآلات سنتی کشاورزی، دامپروری، آشپزی کردی، گیوه‌بافی، سبدبافی، ارغوان‌بافی، ماکت مردم در حال انجام کار، ریسندگی و بافندگی و نساجی سنتی و بافت سجاده، پارچه و موج، و نیز بخشی از دانش بومی باغداری در غرفه‌هایی جداگانه نگهداری می‌شود. این اشیاء و ماکت‌ها گویای بخشی از آداب و رسوم فرهنگی منطقهٔ پاوه و هورامان در زمینهٔ کشاورزی، نساجی، آشپزی و تولید ابزار کار است.

## برنامه‌های موزه
در موزهٔ مردم‌شناسی پاوه به صورت متناوب برنامه‌های دیگری از قبیل برپایی نمایشگاه‌هایی با موضوع صنایع دستی، غذاهای محلی، نقاشی و سنگ‌های منطقهٔ هورامان برپا می‌شود.